# Lycée Hanoï-Amsterdam
Le lycée Hanoï-Amsterdam est un établissement public d'enseignement secondaire de Hanoï intégrant un collège et un lycée. Il fut créé en 1985 grâce à l'aide financière des Amstellodamois et porte le nom Hanoï-Amsterdam.
Le lycée est réputé grâce à son taux de réussite élevé au Baccalauréat vietnamien ainsi grâce aux prix internationaux que remportent ses élèves aux Olympiades internationales de sciences.

## Histoire
Après la guerre du Viêt Nam, Ivo Samkalden, maire d'Amsterdam (1967-1977), lança une campagne de donation pour que les Vietnamiens puissent avoir un lycée de qualité.
Grâce à cet aide, le lycée Hanoï-Amsterdam fut construit en 1985. Sa première promotion eut environ 400 lycéens.
En 2010, le lycée fut reconstruit et déplacé rue Hoang Minh Giam, où il se situe actuellement.

## Formation
Aujourd'hui, le lycée comprend aussi un collège ; il accueille tous les ans près de 800 élèves, dont 200 collégiens et 600 lycéens.

### Les classes
Le lycée comporte 13 classes de spécialités différentes.
Les cours sont donnés en 5 langues : vietnamien, anglais, français, chinois et russe.

### Condition d'accès
Un concours donne accès très sélectif en sixième et seconde.

## Coopération internationale
Depuis sa création, Hanoi Amsterdam School a mené de nombreuses activités d'échange et de coopération internationales avec des écoles, des universités et de nombreuses organisations à travers le monde. Au fil des années, l'école a entretenu de bonnes relations avec les universités, collèges et lycées des pays développés : INSA Institute (France), Connecticut University, University of Oregon, University Carroll (USA), Taylor's Culverhay (UK), Bellereys University (Australie), Nanjing University (Chine), Nayang High School (Corée), Jean de la Fontaine High School (France), Lycée Louis Le Grand (France), Anglo-chinois (Singapour), Anyang Language School (Corée).
De nombreux élèves de l'école Hanoi - Amsterdam ont été envoyés pour assister à de nombreuses conférences internationales représentant l'école telles que la Conférence sur les droits de l'enfant aux États-Unis (mai 2002), la Conférence environnementale en Afrique du Sud (2 juillet 2002), la Conférence du Forum sur Droits des enfants en Corée (septembre 2003), Parlement mondial de la jeunesse à Sydney (2000, 2004), Conférence internationale des jeunes scientifiques dans les pays de l'APEC (avril 2011). De nombreux concours internationaux tels que le concours de découverte de l'ASEAN, le concours "Améliorer l'utilisation et la protection de l'eau" ont également été suivis par de nombreux étudiants.

## Réalisations d'enseignement et d'apprentissage

### Du lycée
L'université a eu l'honneur d'accueillir le président du Conseil des ministres Pham Van Dong, le secrétaire général Do Muoi, le général Vo Nguyen Giap, le secrétaire général Nong Duc Manh, le Premier ministre Phan Van Khai, le président Nguyen Minh Triet, Phu Au nom du Premier ministre des Pays-Bas, le président du Comité populaire de Hanoï Nguyen The Thao... et de nombreux invités de marque sont venus nous rendre visite. L'école a été reconnue comme une excellente école pendant de nombreuses années consécutives; comité du parti fort et propre; organisation syndicale, syndicat de jeunesse fort et excellente unité d'émulation.
En outre, l'école a également reçu 3 médailles du Parti communiste du Vietnam et de l'État du Vietnam:
- Médaille du travail de troisième classe (1995)
- Médaille du travail de deuxième classe (2000)
- Héros de l'unité dans le Doi Moi (2000)
- Reconnue comme National Standard School (2004)
- Médaille du travail première classe (2005)
- Médaille de l'Indépendance, troisième classe (2010)
- Médaille de l'Indépendance deuxième classe (2015)

### Réalisations nationales
En 25 ans depuis 1985, les étudiants de l'école Hanoi - Amsterdam ont remporté 3 500 premier, deuxième et troisième prix dans d'excellents concours étudiants au niveau de la ville ainsi qu'au niveau régional et plus de 1 000 premier, deuxième et troisième prix dans des concours nationaux pour excellents élèves. Parmi les 134 professeurs à temps plein de l'école, on compte 4 doctorats et 44 masters. De nombreux enseignants de l'école ont reçu des certificats de mérite du gouvernement et sont reconnus comme de bons enseignants. Il y a sept enseignants qui ont reçu le titre d'excellent enseignant par l'État, et un groupe d'enseignants a reçu la Médaille du travail de troisième classe.

### Résultats du baccalauréat et des examens d'entrée à l'université
En 2011, l'école a obtenu un diplôme d'études secondaires à 100% et a eu 2 étudiants en tant que major de promotion et finaliste dans la ville de Hanoi. Dans le même temps, les étudiants de l'école Hanoi - Amsterdam se sont également classés 11e sur 200 lycées avec les scores les plus élevés aux examens d'entrée à l'université du pays. 95% des étudiants de Hanoi - Amsterdam sont admis dans les grandes universités vietnamiennes et étrangères.Environ 30 à 35 % des étudiants s'inscrivent dans des universités étrangères. De nombreux anciens élèves de l'école Hanoi - Amsterdam ont étudié à Harvard, Yale, Princeton, Columbia, MIT, Carnegie Mellon University, Johns Hopkins, Hitotsubashi, Tokyo, CalTech, Stanford, Dartmouth, Amherst, Brown, Williams, Swarthmore, Cambridge, Oxford, London Institute of Political - Economy, RMIT, Technische Universität Dresden, École Polytechnique, École Normale Supérieure et d'autres universités prestigieuses des États-Unis, du Royaume-Uni, de Singapour, d'Australie, d'Allemagne, de France, de Corée, de Chine,....

### Résultats des examens internationaux
Seulement au cours de la période de 25 ans allant de 1985 à 2010, 81 étudiants ont participé aux olympiades scientifiques internationales en Chine, au Canada, aux États-Unis... et ont obtenu un total de 77 médailles d'or, d'argent et de bronze aux examens. Surtout, aux Olympiades internationales de chimie de 2014, Pham Mai Phuong, une élève de 12e année avec spécialisation en chimie, est devenue l'un des trois candidats avec les notes les plus élevées de l'ensemble de l'examen.
Remarque : IMO = International Mathematical Olympiad ; IChO = Olympiade Internationale de Chimie ; IPhO = Olympiade Internationale de Physique ; IOI = Olympiade Internationale d'Informatique ; IBO = Olympiade Internationale de Biologie ; IJSO = Olympiade internationale des sciences de la jeunesse ; IOAA = Olympiade Internationale d'Astronomie et d'Astrophysique ; RO = olympique russe ; APMO = Olympiade Mathématique Asie-Pacifique ; SEAMO = Olympiade mathématique d'Asie du Sud-Est ; APhO = Olympiade asiatique de physique ; APIO = Olympiade informatique Asie-Pacifique.
| Année | Sujet         | Lieu du concours (pays/territoire, ville) | Nom et prénom du candidat | Prix               |
| ----- | ------------- | ----------------------------------------- | ------------------------- | ------------------ |
| 1987  | IMO 28        | Cuba, La Habana                           | Phan Phương Đạt           | Médaille d'argent  |
| 1987  | RO            | Nga, Moskva                               | Phạm Thanh Xuân           | Médaille d'or      |
| 1987  | RO            | Nga, Moskva                               | Đặng Ngọc Hùng            | Médaille d'or      |
| 1987  | RO            | Nga, Moskva                               | Võ Việt Phong             | Médaille d'or      |
| 1988  | IMO 29        | Úc, Canberra                              | Phan Phương Đạt           | Médaille d'argent  |
| 1988  | IMO 29        | Úc, Canberra                              | Hồ Thanh Tùng             | Médaille d'argent  |
| 1990  | IMO 31        | Trung Quốc, Bắc Kinh                      | Phan Thị Hà Dương         | Médaille de bronze |
| 1994  | IPhO 25       | Trung Quốc, Bắc Kinh                      | Đinh Sỹ Quảng             | Médaille de bronze |
| 1994  | IPhO 25       | Trung Quốc, Bắc Kinh                      | Phùng Minh Hoàng          | Médaille de bronze |
| 1994  | RO            | Nga, Moskva                               | Đào Bảo Ngọc              | Médaille d'or      |
| 1994  | RO            | Nga, Moskva                               | Nguyễn Khánh Vân          | Médaille d'or      |
| 1994  | RO            | Nga, Moskva                               | Chu Thanh Lãng            | Médaille d'or      |
| 1995  | IPhO 26       | Úc, Canberra                              | Đinh Sỹ Quảng             | Médaille d'or      |
| 1995  | IPhO 26       | Úc, Canberra                              | Ngô Anh Đức               | Médaille d'argent  |
| 1995  | IPhO 26       | Úc, Canberra                              | Nguyễn Xuân Sơn           | Médaille d'argent  |
| 1996  | IPhO 27       | Na Uy, Oslo                               | Nguyễn Xuân Sơn           | Médaille d'argent  |
| 1996  | IPhO 27       | Na Uy, Oslo                               | Phạm Đức Sơn              | Médaille de bronze |
| 1996  | IChO 28       | Nga, Moskva                               | Nghiêm Đức Long           | Médaille de bronze |
| 1996  | IChO 28       | Nga, Moskva                               | Nghiêm Đức Long           | Médaille de bronze |
| 1997  | APMO          | ?                                         | Trần Anh Minh             | Médaille de bronze |
| 1997  | IPhO 28       | Canada, Ontario                           | Nguyễn Đức Phương         | Médaille d'argent  |
| 1997  | IMO 38        | Argentina, Mar del Plata                  | Trần Anh Minh             | Médaille d'argent  |
| 1997  | IBO 8         | Turkmenistan, Ashgabat                    | Nguyễn Biên Thùy          | Médaille de bronze |
| 1997  | IBO 8         | Turkmenistan, Ashgabat                    | Trần Bích Ngọc            | Médaille de bronze |
| 1997  | RO            | Nga, Moskva                               | Đào Minh Nguyệt Anh       | Médaille d'or      |
| 1997  | RO            | Nga, Moskva                               | Nguyễn Thành              | Médaille d'or      |
| 1997  | RO            | Nga, Moskva                               | Lý Hoàng Quân             | Médaille d'or      |
| 1997  | RO            | Nga, Moskva                               | Vũ Hà Phương              | Médaille d'or      |
| 1998  | IPhO 29       | Iceland, Reykjavík                        | Hoàng Kỳ Sơn              | Médaille d'argent  |
| 1998  | IPhO 29       | Iceland, Reykjavík                        | Nguyễn Quang Anh          | Médaille de bronze |
| 1998  | SEAMO 1       | Malaysia, Penang                          | Ngô Văn Sáng              | Médaille d'or      |
| 1999  | APMO          | ?                                         | Hà Hồng Hà                | Médaille de bronze |
| 2000  | APMO          | ?                                         | Đỗ Trường Giang           | Médaille de bronze |
| 2000  | IOI 13        | Trung Quốc, Bắc Kinh                      | Trần Thanh Hoài           | Médaille de bronze |
| 2001  | IPhO 32       | Thổ Nhĩ Kỳ, Antalya                       | Bùi Lê Na                 | Médaille de bronze |
| 2001  | IOI 14        | Phần Lan, Tampere                         | Trần Thanh Hoài           | Médaille d'argent  |
| 2001  | APhO 2        | Đài Loan, Đài Bắc                         | Bùi Lê Na                 | Médaille d'or      |
| 2001  | IOI 14        | Phần Lan, Tampere                         | Hoàng Đức Việt Dũng       | Médaille d'argent  |
| 2001  | RO            | Nga, Moskva                               | Phạm Minh Lê              | Médaille d'or      |
| 2001  | RO            | Nga, Moskva                               | Lý Thuỳ Trang             | Médaille d'or      |
| 2001  | RO            | Nga, Moskva                               | Trần Văn Linh             | Médaille d'or      |
| 2002  | APMO          | ?                                         | Trần Minh Sơn             | Médaille de bronze |
| 2003  | IBO 14        | Belarus, Minsk                            | Nguyễn Bình Minh          | Médaille de bronze |
| 2004  | RO            | Nga, Moskva                               | Trần Thị Thanh Nga        | Médaille d'or      |
| 2004  | RO            | Nga, Moskva                               | Khuất Anh Việt            | Médaille d'or      |
| 2004  | RO            | Nga, Moskva                               | Nguyễn Việt Dũng          | Médaille d'or      |
| 2004  | RO            | Nga, Moskva                               | Nguyễn Thu Thuỷ           | Médaille d'or      |
| 2004  | RO            | Nga, Moskva                               | Cồ Mạnh Quân              | Médaille d'or      |
| 2004  | RO            | Nga, Moskva                               | Bùi Vân Anh               | Médaille d'argent  |
| 2005  | IOI 18        | Ba Lan, Nowy Sącz                         | Phạm Hải Minh             | Médaille de bronze |
| 2005  | SEAMO 3       | Malaisie, Penang                          | Trần Đức Anh              | Médaille d'or      |
| 2005  | SEAMO 3       | Malaisie, Penang                          | Huỳnh Trung Anh           | Médaille d'or      |
| 2005  | SEAMO 3       | Malaisie, Penang                          | Hà Phương                 | Médaille d'argent  |
| 2005  | SEAMO 3       | Malaisie, Penang                          | Phạm Hoàng Lê             | Médaille de bronze |
| 2005  | IBO 16        | Trung Quốc, Bắc Kinh                      | Lưu Thanh Thủy            | Médaille de bronze |
| 2005  | IBO 16        | Trung Quốc, Bắc Kinh                      | Nguyễn Thị Kim Ngân       | Médaille d'argent  |
| 2006  | APhO 7        | Kazakhstan, Almaty                        | Đặng Sơn Tùng             | Médaille de bronze |
| 2006  | IBO 17        | Argentine, Rio Cuarto                     | Lưu Thanh Thủy            | Médaille de bronze |
| 2006  | IBO 17        | Argentine, Rio Cuarto                     | Phạm Duy                  | Médaille de bronze |
| 2006  | IOI 18        | México, Mérida                            | Nguyễn Trần Nam Khánh     | Médaille de bronze |
| 2007  | IBO 17        | Canada, Saskatoon                         | Lê Thị Hồng Phong         | Médaille d'argent  |
| 2007  | IPhO 38       | Iran, Isfahan                             | Mai Thanh Tùng            | Médaille d'argent  |
| 2008  | APhO 9        | Mông Cổ, Ulaanbaatar                      | Nguyễn Đức Minh           | Médaille d'argent  |
| 2008  | IChO 40       | Hungary, Budapest                         | Bùi Tuấn Linh             | Médaille d'or      |
| 2008  | Ấn Độ, Mumbai | Hà Kim Long                               | Médaille de bronze        |                    |
| 2008  | IPhO 39       | Việt Nam, Hà Nội                          | Nguyễn Đức Minh           | Médaille d'or      |
| 2009  | IBO 20        | Nhật Bản, Tsukuba                         | Lê Thùy Dương             | Médaille de bronze |
| 2009  | IOI 21        | Bulgaria, Plovdiv                         | Nguyễn Thanh An           | Médaille de bronze |
| 2010  | IPhO 41       | Croatia, Zagreb                           | Phan Văn Trung            | Médaille d'argent  |
| 2010  | IBO 21        | Hàn Quốc, Changwon                        | Bùi Thùy Anh              | Médaille d'argent  |
| 2011  | IMO 52        | Hà Lan, Amsterdam                         | Đỗ Kim Tuấn               | Médaille d'argent  |
| 2011  | IChO 43       | Thổ Nhĩ Kỳ, Ankara                        | Phạm Minh Đức             | Médaille d'argent  |
| 2011  | IJSO 8        | Nam Phi, Durban                           | Trần Minh Tuấn            | Médaille d'argent  |
| 2011  | IJSO 8        | Nam Phi, Durban                           | Vũ Đăng Minh Quân         | Médaille d'argent  |
| 2011  | IJSO 8        | Nam Phi, Durban                           | Lê Minh Đức               | Médaille d'argent  |
| 2011  | IJSO 8        | Nam Phi, Durban                           | Nguyễn Văn Minh           | Médaille de bronze |
| 2011  | IJSO 8        | Nam Phi, Durban                           | Lương Việt Hoàng          | Médaille de bronze |
| 2011  | IJSO 8        | Nam Phi, Durban                           | Hoàng Trọng Nam Anh       | Médaille de bronze |
| 2012  | IMO 53        | Argentina, Mar del Plata                  | Nguyễn Hùng Tâm           | Médaille d'argent  |
| 2012  | IChO 44       | Hoa Kỳ, Washington DC                     | Nguyễn Việt Hoàng         | Médaille d'argent  |
| 2013  | APhO 14       | Indonésie, Bogor                          | Bùi Quang Tú              | Médaille d'or      |
| 2013  | APhO 14       | Indonésie, Bogor                          | Trần Minh Vũ              | Médaille d'argent  |
| 2013  | IPhO 44       | Đan Mạch, Copenhagen                      | Bùi Quang Tú              | Médaille d'or      |
| 2013  | IBO 24        | Thụy Sĩ, Bern                             | Nguyễn Nhật Anh           | HCĐ                |
| 2013  | IJSO 10       | Ấn Độ, Pune                               | Lê Mạnh Tuấn              | Médaille d'or      |
| 2013  | IJSO 10       | Ấn Độ, Pune                               | Đào Vũ Quang              | Médaille d'argent  |
| 2013  | IJSO 10       | Ấn Độ, Pune                               | Trần Nhật Quang           | Médaille d'argent  |
| 2013  | IJSO 10       | Ấn Độ, Pune                               | Phạm Quang Hiếu           | Médaille d'argent  |
| 2014  | APhO 15       | Singapore                                 | Vũ Thanh Trung Nam        | Médaille d'argent  |
| 2014  | IPhO 45       | Kazakhstan, Astana                        | Vũ Thanh Trung Nam        | Médaille d'or      |
| 2014  | IChO 46       | Việt Nam, Hà Nội                          | Phạm Mai Phương           | Médaille d'or      |
| 2014  | IChO 46       | Việt Nam, Hà Nội                          | Phạm Ngân Giang           | Médaille d'or      |
| 2014  | IJSO 11       | Argentine, Mendoza                        | Mai Đặng Quân Anh         | Médaille d'or      |
| 2014  | IJSO 11       | Argentine, Mendoza                        | Đinh Anh Dũng             | Médaille d'or      |
| 2014  | IJSO 11       | Argentine, Mendoza                        | Nguyễn Đức Quang          | Médaille d'argent  |
| 2014  | IJSO 11       | Argentine, Mendoza                        | Nguyễn Bằng Thanh Lâm     | Médaille d'argent  |
| 2014  | IJSO 11       | Argentine, Mendoza                        | Nguyễn Minh Chính         | Médaille de bronze |
| 2014  | APIO 8        | Kazakhstan, Almaty                        | Trần Trọng Đạt            | Médaille d'argent  |
| 2014  | RO            | Nga, Moskva                               | Nghiêm Bá Trí             | Médaille d'or      |
| 2015  | APhO 16       | Trung Quốc, Hàng Châu                     | Vũ Thanh Trung Nam        | Médaille d'or      |
| 2015  | IPhO 46       | Ấn Độ, Mumbai                             | Vũ Thanh Trung Nam        | Médaille d'or      |
| 2015  | IChO 47       | Azerbaïdjan, Baku                         | Đinh Tuấn Hoàng           | Médaille d'or      |
| 2015  | IChO 47       | Azerbaïdjan, Baku                         | Phạm Thái Hà              | Médaille d'argent  |
| 2015  | IJSO 12       | Hàn Quốc, Daegu                           | Đỗ Lê Duy                 | Médaille d'argent  |
| 2015  | IJSO 12       | Hàn Quốc, Daegu                           | Đỗ Hoàng Duy              | Médaille d'argent  |
| 2015  | IJSO 12       | Hàn Quốc, Daegu                           | Đỗ Thành Trung            | Médaille de bronze |
| 2015  | IJSO 12       | Hàn Quốc, Daegu                           | Nguyễn Quốc Cường         | Médaille de bronze |
| 2015  | IJSO 12       | Hàn Quốc, Daegu                           | Nguyễn Kim Chung          | Médaille de bronze |
| 2016  | APhO 17       | Hồng Kông                                 | Phạm Quang Minh           | Médaille de bronze |
| 2016  | IMO 57        | Hồng Kông                                 | Đào Vũ Quang              | Médaille d'argent  |
| 2016  | IPhO 47       | Thụy Sĩ/Liechtenstein, Zurich             | Phạm Quang Minh           | Médaille d'argent  |
| 2016  | IBO 27        | Việt Nam, Hà Nội                          | Lê Thị Hồng Hoa           | Médaille d'argent  |
| 2016  | IOAA 10       | Ấn Độ, Bhubaneswar                        | Trần Đức Huy              | Médaille d'argent  |
| 2016  | IJSO 13       | Indonésie, Bali                           | Nguyễn Ngọc Đức           | Médaille d'or      |
| 2016  | IJSO 13       | Indonésie, Bali                           | Phan Minh Đức             | Médaille d'or      |
| 2016  | IJSO 13       | Indonésie, Bali                           | Nguyễn Nga Nhi            | Médaille d'argent  |
| 2016  | IJSO 13       | Indonésie, Bali                           | Phạm Quốc Khánh           | Médaille d'argent  |
| 2016  | IJSO 13       | Indonésie, Bali                           | Phan Hà Linh              | Médaille de bronze |
| 2017  | APhO 18       | Nga, Yakutsk                              | Đinh Anh Dũng             | Médaille d'or      |
| 2017  | IMO 58        | Brazil, Rio de Janeiro                    | Phạm Nam Khánh            | Médaille d'argent  |
| 2017  | IPhO 48       | Indonesia, Yogyakarta                     | Đinh Anh Dũng             | Médaille d'or      |
| 2017  | IChO 49       | Thái Lan, Nakhom Pathom                   | Nguyễn Bằng Thanh Lâm     | Médaille d'or      |
| 2017  | IOAA 11       | Thái Lan, Phuket                          | Trần Đức Huy              | Médaille d'argent  |
| 2017  | IOAA 11       | Thái Lan, Phuket                          | Nguyễn Tiến Nhân          | Médaille d'argent  |
| 2017  | IJSO 14       | Hà Lan, Arnhem-Nijmegen                   | Lương Hiền Nga            | Médaille d'argent  |
| 2017  | IJSO 14       | Hà Lan, Arnhem-Nijmegen                   | Đỗ Cao Minh Châu          | Médaille d'argent  |
| 2017  | IJSO 14       | Hà Lan, Arnhem-Nijmegen                   | Nguyễn Đức Hiếu           | Médaille de bronze |
| 2017  | IJSO 14       | Hà Lan, Arnhem-Nijmegen                   | Lê Hoàng Minh             | Médaille de bronze |
| 2017  | IJSO 14       | Hà Lan, Arnhem-Nijmegen                   | Trần Khánh Vy             | Médaille de bronze |
| 2018  | APhO 19       | Việt Nam, Hà Nội                          | Trần Đức Huy              | Médaille d'or      |
| 2018  | IMO 59        | Romania, Cluj-Napoca                      | Phan Minh Đức             | Médaille d'argent  |
| 2018  | IPhO 49       | Bồ Đào Nha, Lisboa                        | Trần Đức Huy              | Médaille d'or      |
| 2018  | IOAA 12       | Trung Quốc, Bắc Kinh                      | Trần Xuân Tùng            | Médaille d'or      |
| 2018  | IOAA 12       | Trung Quốc, Bắc Kinh                      | Hồ Phi Dũng               | Médaille d'argent  |
| 2018  | IOAA 12       | Trung Quốc, Bắc Kinh                      | Nguyễn Tô Vĩnh Huy        | Médaille de bronze |
| 2018  | IOAA 12       | Trung Quốc, Bắc Kinh                      | Lê Trần Đạo               | Médaille de bronze |
| 2018  | IJSO 15       | Botswana, Gaborone                        | Nguyễn Mạnh Quân          | Médaille d'or      |
| 2018  | IJSO 15       | Botswana, Gaborone                        | Vũ Quỳnh Chi              | Médaille d'or      |
| 2018  | IJSO 15       | Botswana, Gaborone                        | Nguyễn Trần Mai Phương    | Médaille d'or      |
| 2018  | IJSO 15       | Botswana, Gaborone                        | Nguyễn Lê Thảo Anh        | Médaille d'or      |
| 2018  | IJSO 15       | Botswana, Gaborone                        | Trần Đình Quân            | Médaille d'argent  |
| 2018  | IJSO 15       | Botswana, Gaborone                        | Lã Triều Dương            | Médaille d'argent  |
| 2019  | APhO 20       | Úc, Adelaide                              | Trần Xuân Tùng            | Médaille de bronze |
| 2019  | IPhO 50       | Israel, Tel Aviv                          | Trần Xuân Tùng            | Médaille d'or      |
| 2019  | IMO 60        | Anh, Bath                                 | Phan Minh Đức             | Médaille d'argent  |
| 2019  | IChO 51       | Pháp, Paris                               | Trần Bá Tân               | Médaille d'or      |
| 2019  | IOAA 13       | Hungary, Keszthely                        | Nguyễn Mạnh Quân          | Médaille d'or      |
| 2019  | IOAA 13       | Hungary, Keszthely                        | Trần Quang Vinh           | Médaille d'argent  |
| 2019  | IOAA 13       | Hungary, Keszthely                        | Trịnh Nhật Huy            | Médaille d'argent  |
| 2019  | IOAA 13       | Hungary, Keszthely                        | Hồ Phi Dũng               | Médaille d'argent  |
| 2019  | IOAA 13       | Hungary, Keszthely                        | Nguyễn Lê Đức Hoàng       | Médaille de bronze |
| 2019  | IOAA 13       | Hungary, Keszthely                        | Nguyễn Hoàng Nam          | Médaille de bronze |
| 2019  | IOAA 13       | Hungary, Keszthely                        | Trần Khánh Nguyên         | Médaille de bronze |
| 2021  | APhO 21       | Đài Loan, Đài Bắc                         | Nguyễn Mạnh Quân          | Médaille d'or      |
| 2021  | APhO 21       | Đài Loan, Đài Bắc                         | Trần Quang Vinh           | Médaille d'or      |
| 2021  | APhO 21       | Đài Loan, Đài Bắc                         | Nguyễn Hoàng Nam          | Médaille de bronze |
| 2021  | IMO 62        | Nga, St. Petersburg                       | Đỗ Bách Khoa              | Médaille d'or      |
| 2021  | IPhO 51       | Lithuania, Vilnius                        | Nguyễn Mạnh Quân          | Médaille d'or      |
| 2021  | IPhO 51       | Lithuania, Vilnius                        | Trần Quang Vinh           | Médaille d'or      |

En 2001, aux Olympiades asiatiques de physique à Taipei, Taiwan, l'étudiant Bui Le Na a remporté un prix spécial pour le candidat ayant la pratique la plus créative.
En 2012, lors du concours international Intel ISEF de science et d'ingénierie qui s'est déroulé à Pittsburgh, Pennsylvanie, États-Unis, trois étudiants de l'école de Hanoi - Amsterdam ont représenté le Vietnam en tant que Tran Bach Trung, Bui Thi Quynh Trang et Vu. M. Vinh a remporté le premier prix en le domaine des matériaux et du génie biologique avec le thème "Traitement de l'eau salée en eau douce par la technologie du vide et l'énergie solaire pour la vie quotidienne". Il s'agit d'une victoire éclatante de la délégation vietnamienne à l'événement scientifique international qui est aujourd'hui considéré comme le plus ancien et le plus prestigieux au monde pour les lycéens.
En 2018, lors du concours International Youth Science Olympiade qui se déroule à Gaborone, au Botswana, six élèves de l'école Hanoi - Amsterdam représentant le Vietnam ont remporté la troisième place finale, recevant la médaille de bronze du prix national du meilleur. L'étudiant Nguyen Manh Quan a été le deuxième meilleur candidat au test théorique parmi tous les candidats, recevant la médaille d'argent pour le meilleur prix individuel au test théorique. Le groupe de test de pratique composé de 03 étudiants : Nguyen Le Thao Anh, Vu Quynh Chi, La Trieu Duong est le meilleur groupe de test de pratique parmi tous les groupes, recevant la médaille d'or pour le prix d'excellence du groupe de pratique le plus.
En 2019, aux Olympiades internationales de chimie à Paris, en France, l'étudiant Tran Ba Tan a remporté un prix spécial pour le candidat qui a réussi le test des meilleures pratiques.
En 2019, lors des Olympiades internationales d'astronomie et d'astrophysique qui se déroulent à Keszthely, en Hongrie, l'étudiant Nguyen Manh Quan a remporté un prix spécial pour le candidat ayant obtenu le score le plus élevé (le premier prix absolu). 
En 2021, aux Olympiades asiatiques de physique à Taipei, à Taïwan, l'étudiant Nguyen Manh Quan a remporté le prix spécial du candidat ayant obtenu le score le plus élevé (le premier prix absolu) et le prix spécial du candidat ayant obtenu le score de pratique le plus élevé.